# Список кардиналов, возведённых папой римским Сергием IV

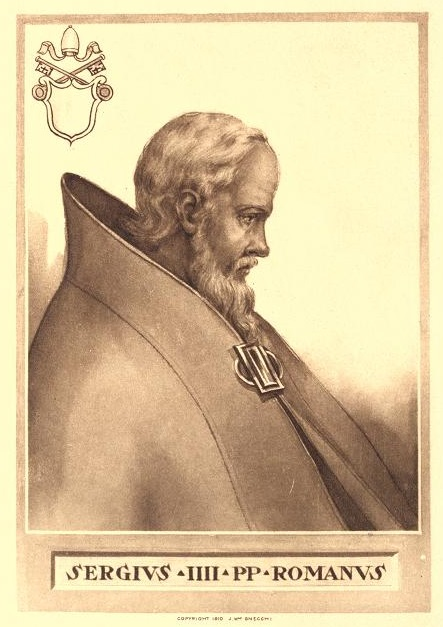
Папа Сергий IV

Кардиналы, возведённые Папой римским Сергием IV — 10 клириков были возведены в сан кардинала на двух Консисториях за трёхлетний понтификат Сергия IV.

## Консистория от 1010 года
- Бенедикт, (кардинал-священник церкви Санто-Стефано-аль-Монте-Челио;
- Григорий, (титулярная церковь неизвестна).

## Консистория от 1012 года[1]
- Бенедикт, кардинал-епископ Сильва-Кандида (или Санта Руфина);
- Стефан, (кардинал-священник церкви Санта-Чечилия;
- Иоанн, (кардинал-священник церкви Санта-Кроче-ин-Джерусалемме;
- Иоанн, (кардинал-священник церкви Санта-Сузанна;
- Пётр, (кардинал-священник церкви Сан-Лоренцо-ин-Дамазо;
- Пётр, (кардинал-священник церкви Сан-Марко;
- Себастьян, (кардинал-священник церкви Сан-Клементе;
- Вернерий, (титулярная церковь неизвестна).